# Organisation territoriale du Mali
L'organisation territoriale du Mali, pays d'Afrique de l'Ouest, constitue un découpage à des fins administratives et politiques du territoire malien. Bien que le gouvernement national y jouisse de pouvoirs étendus, le Mali entreprend un processus de décentralisation depuis les années 1990, faisant ainsi davantage place à un pouvoir exercé par des intervenants locaux et régionaux. 
Il existe trois niveaux de collectivités territoriales au Mali : les régions, les cercles et les communes. La capitale du pays, Bamako, jouit néanmoins d'un statut spécial : elle forme un district, qui est malgré tout assimilé à une région.

## Histoire de la décentralisation

### Au Soudan français
Le Mali est colonisé au XIXe siècle par la France sous le nom de Soudan français. Le colonisateur, pour asseoir sa domination sur les populations, met en place un système très centralisé, qui instrumentalise les chefs de cantons.
À la fin des années 1910, se mettent en place des communes-mixtes, prévues par un arrêté du gouverneur général du 1er janvier 1911. Les premières communes-mixtes sont constituées dans un premier temps à Bamako et Kayes (le 1er janvier 1919), puis à Mopti au 1er janvier 1920. Les communes mixtes de Ségou et Sikasso sont instituées en 1953 et 1954.
Ces communes-mixtes sont gérées par un administrateur-maire nommé par arrêté du lieutenant-gouverneur, assisté d’une commission municipale du 1er degré composé de 8 membres titulaires (4 notables citoyens français, 4 notables sujets français) et 4 membres suppléants (2 citoyens français, 2 sujets français).
La loi française N° 55-1489 du 18 novembre 1955 prévoit la création de communes de plein exercice par décret pris sur les rapports du ministre de la France d’Outre-mer après avis de l’assemblée territoriale intéressée. Par cette même loi, Bamako, Kayes, Ségou  et Mopti deviennent en 1956 des communes de plein exercice. Leur maire est élu par le conseil municipal en son sein, le conseil est élu par un collège unique
Sept communes de moyen exercice sont créées en 1958 : il s’agit de celles de Kita, Kati, Koulikoro, Koutiala, San, Tombouctou et Gao. Le maire est  un fonctionnaire nommé par le chef de territoire, assisté d’un conseil municipal élu par un collège unique.
Sikasso devient commune de plein exercice en 1959.

### Pendant la République soudanaise (24 novembre 1958 au 21 septembre 1960)
Un décret du 30 janvier 1959 organise les circonscriptions avec un  conseil de circonscription dont les membres sont élus au suffrage universel pour 5 ans et rééligibles.
Par décret, le village est reconnu comme l’unité administrative de base dans la République soudanaise. Il est administré par un chef de village et un « conseil de village » élu pour 5 ans au scrutin de liste majoritaire à un tour par les électeurs de sexe masculin du village.
La loi 60-3 AL-RS du 7 juin 1960 établit que le territoire de la République soudanaise s’articule en régions, cercles, arrondissements, communes et villages pour les populations sédentaires et en tribus et fractions pour les populations nomades.
La loi 60-5 AL-RS du 7 juin 1960 définit les régions comme des collectivités publiques dotées de la personnalité civile et de l’autonomie financière, qui peuvent donc s’administrer librement.
Les 6 régions existantes (Bamako, Kayes, Sikasso, Mopti, Ségou et Gao) sont en fait gérées par un gouverneur, nommé par le gouvernement faute d’assemblée élue.

### Première République (22 septembre 1960-19 novembre 1968)
Elle est marquée par une opposition entre des discours très décentralisateur et une pratique centralisatrice héritée de la colonisation. La priorité est donnée à la construction d’une unité nationale.
Le 1er octobre 1960, dans un appel à la nation, le président Modibo Keïta déclare que « le village est chez nous la cellule de base et c’est la vitalité de cette cellule qui engendrera la vitalité de la nation tout entière ».
La constitution du 22 septembre 1960 érige en collectivités territoriales toutes les circonscriptions dont les villages et les fractions.
La loi du 2 mars 1966, fixe le code municipal en république du Mali. Toutes les communes constituées sous la colonisation (communes mixtes, communes de moyen exercice et communes de plein exercice) ont désormais un statut commun. Un conseil municipal élu désigne en son sein le maire et un ou plusieurs adjoints. Le conseil municipal règle par délibération les affaires de la commune, donne son avis toutes les fois que cet avis est requis par les lois et règlements ou qu’il est demandé par l’autorité supérieure et peut émettre des vœux sur tous les objets d’intérêt local. Par contre, les communes rurales, prévues par la constitution, n’ont pas été créées.
Au niveau des régions, les  assemblées régionales n’ont jamais été élues et ont été remplacées par des commissions spéciales composées majoritairement de représentants de l’administration.

### Sous le régime de Moussa Traoré (19 novembre 1968-26 mars 1991)
Après le coup d’État du 19 novembre 1968, les conseils municipaux élus sont dissous et remplacés par des délégations spéciales dont les chefs remplissaient les fonctions de maire.
Une ordonnance du 12 juillet 1977 dispose que le territoire de la république du Mali comprend : les régions, les cercles, les arrondissements, les communes, les villages, les fractions nomades et le district de Bamako. La région, le cercle et l’arrondissement sont des circonscriptions administratives déconcentrées, alors que la commune est à la fois une circonscription administrative de l’État et une collectivité décentralisée dotée de la personnalité morale et de l’autonomie financière.
Bamako devient un district, collectivité décentralisée régie par un statut particulier et composé de six communes.
Cette ordonnance prévoit que les arrondissements peuvent devenir des communes rurales mais aucune n’est créée jusqu’en 1991. La région de Gao est partagée en deux : la Région de Gao et la région de Tombouctou.
En 1982, la commune urbaine de Bougouni est créée.

### Transition du Comité de transition pour le salut du peuple (26 mars 1991-7 juin 1992)
Une ordonnance du 8 août 1991 énonce que le territoire de la république du Mali comprend : le district de Bamako (divisé en six communes) et huit régions divisées en cercles, les cercles sont constitués d’arrondissements ou communes. La région de Kidal est créée.
Cinq nouvelles communes urbaines sont créées par ordonnance : Banamba, Niono, Diré, Dioïla et Bandiagara.

### Sous la Troisième République
La loi du 11 février 1993 définit les collectivités territoriales du Mali qui sont les régions, le district de Bamako, les cercles, les communes urbaines et les communes rurales, chacune étant dotée de la personnalité morale et de l’autonomie financière et aucune ne peut établir ou exercer de tutelle sur une autre collectivité. Les collectivités s’administrent librement par des assemblées ou conseils élus qui élisent en leur sein un organe exécutif.
La loi  du 16 octobre 1996 crée sur l’ensemble du territoire national 684 communes rurales qui s’ajoutent aux 19 communes urbaines.
En 2011, un redécoupage administratif est initié par le président Amadou Toumani Touré. Le 7 décembre 2011, le gouvernement adopte un projet de loi portant création de circonscriptions administratives en république du Mali. Ce projet prévoit le redécoupage administratif du Mali, le nombre de région passant de huit à dix-neuf sur une période de 5 ans. L'objectif est de permettre à l'État et ses administrations d'être mieux représentés sur les territoires. Le 14 décembre 2011, le gouvernement adopte un projet de loi portant création des circonscriptions, cercles et arrondissements des régions de Tombouctou, Taoudéni, Gao et Ménaka. Selon ce projet de loi :

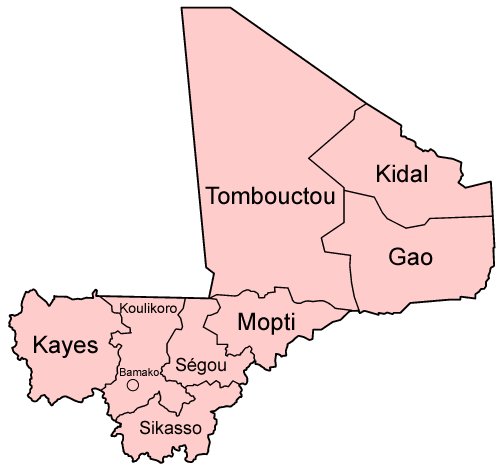
Les régions au Mali avant 2016.

- La région de Tombouctou est constituée par :
  - le cercle de Tombouctou comprenant les arrondissements de Tombouctou central, Aglal, Ber et Bourem Inaly,
  - le cercle de Diré comprenant les arrondissements de Diré central, Dangha, Haïbongo et Saréyamou,
  - le cercle de Goundam comprenant les arrondissements de Goundam central, Bintagoungou, Douékiré, Farach, Raz-elma, Tonka, Gargando et Tilemsi,
  - le cercle de Gourma-Rharous comprenant les arrondissements de Gourma-Rharous central, Bambara Maoudé, Haribomo, Gossi, Inadiatafane et Ouinerdène
  - le cercle de Niafunké comprenant les arrondissements Niafunké central, Banikane, Dianké Koumaïra, Léré, N’Gorkou, Saraféré et Soumpi.
- La région de Taoudénit est constituée par :
  - le cercle de Foum Alba comprenant les arrondissements de Foum Alba central, Alhank, Araouane, Téghaza et Taoudéni,
  - le cercle de Achouratt comprenant les arrondissements de Achouratt central, Algatara, Alfagrouna, Almatala et Liraka,
  - le cercle de Al-Ourche comprenant les arrondissements de Al-ourche central, Djaba, Oum-Laadam, Touwal et Ziriba
  - le cercle de Boudje-Béha comprenant les arrondissements de Boudje-Béha central, Agoni, Ereg Khal, Limgassim et Zouéiya
- La région de Gao est constituée par :
  - le cercle de Gao comprenant les arrondissements de Gao central, Djébock, Haoussa –Foulane, N’Tillit, Tin-Aouker et Wabaria,
  - le cercle de Almoustrat comprenant les arrondissements de Almoustrat central, Agharous, Ersane, M’Beikit Ljoul et Tabankort,
  - le cercle de Ansongo comprenant les arrondissements de Ansongo central, Ouattagouna, Talatatye et Tessit,
  - le cercle de Bourem comprenant les arrondissements de Bourem central, Bamba et Téméra.
- La région de Ménaka est constituée par :
  - le cercle de Ménaka comprenant les arrondissements de Ménaka central et Infourkaraïtane,
  - le cercle d'Andéramboukane comprenant les arrondissements de Andéramboukane central et Azawak,
  - le cercle d'Inékar comprenant les arrondissements de Inékar central et Ilamawane
  - le cercle de Tidermène comprenant les arrondissements de Tidermène central, Alata (Sahen) et Tedjarerte.

Cependant, la guerre au nord-Mali déclenchée en 2012 et le coup d’État militaire le 21 mars 2012 ont provoqué la suspension de cette réforme.
En octobre 2018, un document de l'Assemblée nationale malienne a fuité sur les réseaux sociaux. Il s'agit du projet de loi sur la décentralisation à l'étude en ce moment par le gouvernement. Il prévoit notamment de doubler le nombre de régions administratives pour le porter à vingt régions. C'est ce que prévoit ce document de l'Assemblée nationale. Le Mali dispose à ce moment de dix régions : Kayes, Koulikoro, Sikasso, Ménaka, Taoudénit, Kidal, Gao, Tombouctou, Ségou et Mopti.
À celles-ci, s'ajouteront donc Bougouni, Dïoïla, Nioros, Koutiala, Gourma, Douentza, Sanois, Bandiagara, Goundam, Naras  et Kitas. Ces régions sont composées de cercles, qui deviennent des « collectivités territoriales de cercle », et qui prendront le nom de leur chef-lieu. Quant à Bamako, la capitale, il est prévu qu'elle soit divisée en dix communes urbaines. Le district de Bamako ayant toujours joui d'un statut particulier.

## Organisation territoriale actuelle

### Régions

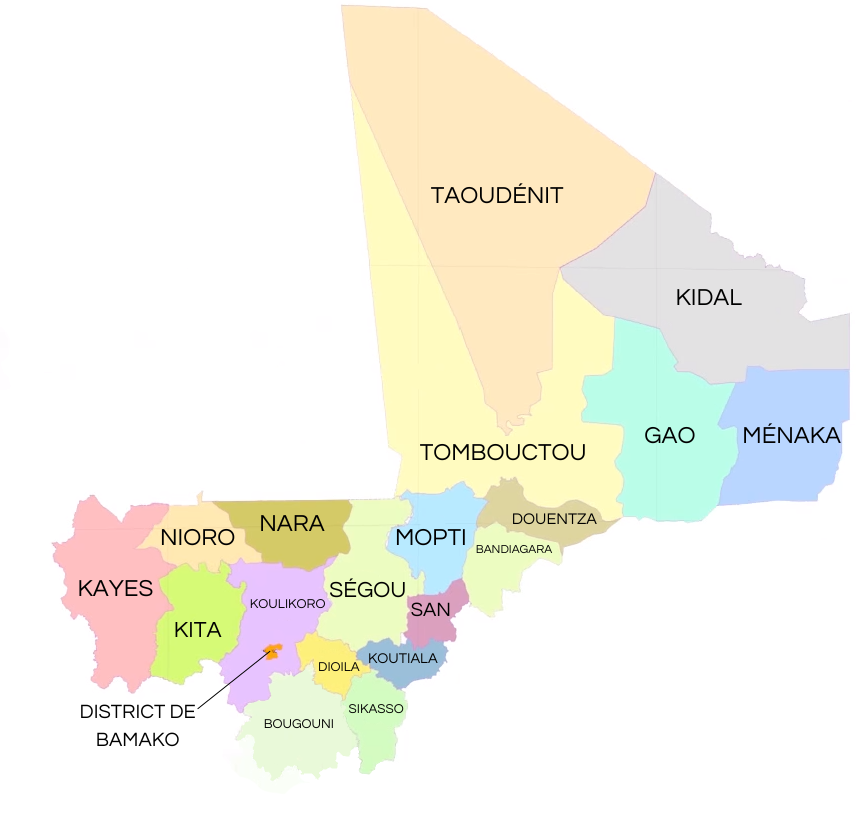
Les régions du Mali, depuis 2023.

Le Mali est divisé en 19 régions administratives : Kayes, Koulikoro, Sikasso, Ségou, Moptis, Tombouctou, Gao, Kidal, Taoudénit, Ménaka, Nioros, Bougouni, Dioïla, Koutiala, Kita, Nara, Bandiagara, San et Douentza. Bamako possède un statut particulier ; le district de Bamako regroupe six communes urbaines.
Les régions sont gérées par un conseil régional. Les conseillers régionaux sont élus par les conseillers communaux.

### Cercles
Le cercle est une collectivité territoriale dotée d’une personnalité morale et bénéficiant de l’autonomie financière de 1999 à 2023, depuis il est une circonscription administrative dirigée par un préfet, il regroupe plusieurs communes. 

#### De 1999 à 2023
Le conseil de cercle est composé de membres élus par les conseillers communaux pour un mandat de 5 ans.
Ses attributions portent sur :

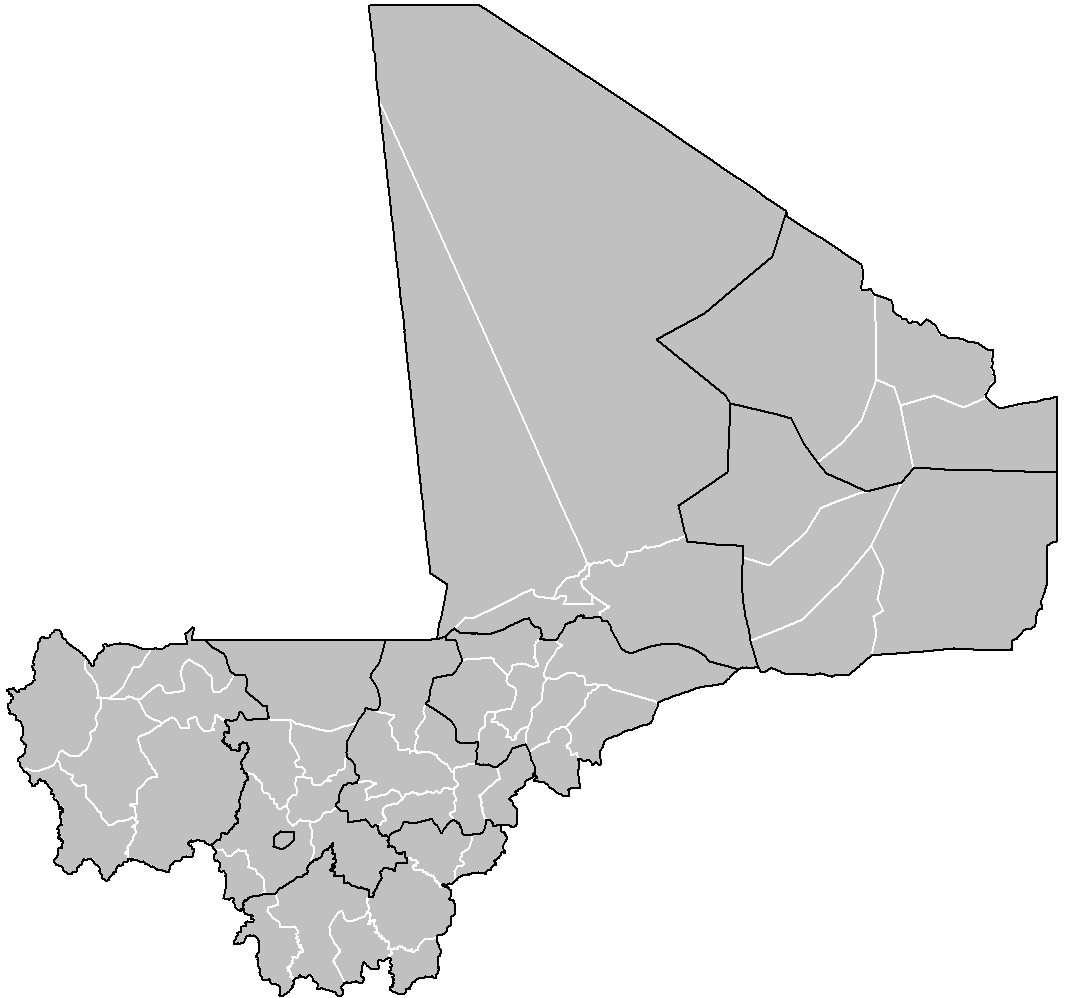
Les cercles au Mali.

- les budgets et les comptes du cercle ;
- la protection de l'environnement ;
- la gestion du domaine du cercle et l'acquisition des biens du patrimoine ;
- la politique de création et de gestion des équipements collectifs d'intérêt du cercle ; notamment dans les domaines suivants : second cycle de l’enseignement fondamental, centre de santé, certaines  infrastructures routières et hydrauliques rurales ;
- l'organisation des activités de productions rurales et agro-sylvo-pastorales ;
- l'organisation des activités artisanales et touristiques ;
- la création et le mode de gestion des services et organismes du cercle et les interventions du cercle dans le domaine économique ;
- les marchés des travaux et de fournitures, les baux et autres conventions ;
- l'institution des taxes rémunératoires sur les prestations des services propres du cercle et la fixation des taux et impôts et taxes dans le cadre des bases et maxima fixés par la loi ;
- les emprunts pour les dépenses d'intervention, les garanties d'emprunts ou avals et l'octroi par le cercle de subvention ou d'allocations ;
- les projets de jumelage et les actions de coopération avec les collectivités maliennes et étrangères ;
- les modalités d'application du statuts des personnels des services et organismes du cercle ;
- l'acceptation ou le refus de dons, subventions et legs.

Le conseil de cercle peut émettre des avis sur toute question concernant le cercle et est obligatoirement consulté pour la réalisation de projets de développement de l’État ou de la région.

#### Liste des cercles (jusqu'au 19 janvier 2016)
| Région               | Cercles                                                                |
| -------------------- | ---------------------------------------------------------------------- |
| Région de Kayes      | Bafoulabé, Diéma, Kayes, Kéniéba, Yélimané, Nioro                      |
| Région de Koulikoro  | Banamba, Dioïla, Kangaba, Kati, Kolokani, Koulikoro, Nara              |
| Région de Sikasso    | Bougouni, Kadiolo, Koutiala, Kolondiéba, Sikasso, Yanfolila, Yorosso   |
| Région de Ségou      | Barouéli, Bla, Macina, Niono, San, Ségou, Tominian                     |
| Région de Mopti      | Bandiagara, Bankass, Djenné, Douentza, Koro, Mopti, Ténenkou, Youwarou |
| Région de Tombouctou | Diré, Goundam, Gourma-Rharous, Niafunké, Tombouctou                    |
| Région de Gao        | Ansongo, Talataye, Bourem, Gao, Ménaka                                 |
| Région de Kidal      | Abeïbara, Kidal, Tessalit, Tin-Essako                                  |

#### Liste des cercles (depuis le 19 janvier 2016)
Les régions de Taoudénit (nord-ouest) et Ménaka (nord) avaient été créées en 2012, avant le départ du pouvoir d’Amadou Toumani Touré, par un putsch militaire dirigé par Amadou Haya Sanogo. Le conseil du 19 janvier 2016 a matérialisé ce fait par la nomination des gouverneurs de ces deux régions. Ainsi, ces deux nouvelles régions viennent rallonger la liste des régions du Mali, qui passent de 8 à 10 :
| Région               | Cercles                                                                |
| -------------------- | ---------------------------------------------------------------------- |
| Région de Kayes      | Bafoulabé, Diéma, Kayes, Kéniéba, Kita, Nioro du Sahel, Yélimané       |
| Région de Koulikoro  | Banamba, Dioïla, Kangaba, Kati, Kolokani, Koulikoro, Nara              |
| Région de Sikasso    | Bougouni, Kadiolo, Koutiala, Kolondiéba, Sikasso, Yanfolila, Yorosso   |
| Région de Ségou      | Barouéli, Bla, Macina, Niono, San, Ségou, Tominian                     |
| Région de Mopti      | Bandiagara, Bankass, Djenné, Douentza, Koro, Mopti, Ténenkou, Youwarou |
| Région de Tombouctou | Diré, Goundam, Gourma-Rharous, Niafunké, Tombouctou                    |
| Région de Gao        | Ansongo, Bourem, Gao                                                   |
| Région de Kidal      | Abeïbara, Kidal, Tessalit, Tin-Essako                                  |
| Région de Taoudénit  | Foum Alba, Achouratt, Al-Ourche, Boudje-Béha                           |
| Région de Ménaka     | Ménaka, Andéramboukane, Inékar, Tidermène                              |

### Communes
Le Mali possède 703 communes : dont les 19 premières communes urbaines et 684 nouvelles communes (dont 18 communes urbaines et 666 communes rurales).
Les premières communes ont été créées par les colonisateurs français à l’époque du Soudan français (Bamako et Kayes en 1918,  Ségou en 1953 et Sikasso en 1954, Kita, Kati, Nioro, Koulikoro, Koutiala, San, Tombouctou et Gao en 1955). En 1992, sont créées les communes de Banamba, Niono, Diré, Dioila et Bandiagara. Le 4 novembre 1996, la loi portant création des communes crée les nouvelles communes urbaines et rurales sur l’ensemble du territoire non couvert par les anciennes communes urbaines.
Les communes sont gérées par un conseil communal élu au suffrage universel direct. Le maire et les adjoints, qui forme le bureau communal, sont élus par les conseillers communaux.
Les domaines de compétence des communes englobent l’éducation des enfants, l'alphabétisation, la santé primaire et les maternités à travers les Centres de santé communautaires (Cscom), la gestion des infrastructures d'intérêt local et l'environnement.

#### Fractions
Elles constituent des fragments de résidences, le plus souvent affiliées à un village. Du fait de l'ampleur du nomadisme et de la précarité résidentielle, les fractions sont plus nombreuses dans les régions nord du Mali. Dans cette zone, elles représentent des familles sommairement installées auprès d'un village ou un point d'eau. Dans les autres régions, les fractions sont le fait d'installations familiales pour des activités de production (agriculture, élevage). Ainsi, dans les régions situées plus au sud, les fractions sont le fait de Peuls allochtones, venus le plus souvent des régions septentrionales du fait des précédentes sécheresses (1970-1973 et 1985).
Une fraction est incluse dans une commune et regroupe des populations nomades.